# Иоанн (Гладков)
Иеросхимона́х Иоа́нн (в мантии Иси́хий, в миру Иван Гладков; 1810, Муром, Владимирская губерния — 17 (29) октября 1888, Златоустовский монастырь, Москва) — священнослужитель Русской православной церкви, иеросхимонах.

## Биография
Родился около 1810 года в городе Муроме в купеческой семье. В 1827 году покинул родительский дом и на протяжении двадцати лет путешествовал по различным монастырям, как юродивый.
В 1847 году в Святогорском монастыре Харьковской епархии был пострижен в монашество с именем Исихий и прожил в монастыре около двадцати лет.
С 1867 года до самой смерти жил в Московском Златоустовском монастыре, состоя в то же время духовником в Ивановском женском монастыре и Казанской Головинской пустыни. 24 февраля 1887 года отец Исихий принял схиму с именем Иоанн.
Скончался 17 октября 1888 года. 20 октября настоятелем Златоустовского монастыря архимандритом Афанасием (Плавским) в сослужении монастырской братии был отпет в соборном храме после чего погребён в Казанской Головинской пустыни.
Отец Иоанн был известен своей аскетической жизнью и щедрой благотворительностью.